# Achères, Yvelines
Achères là một xã thuộc tỉnh Yvelines, trong vùng Île-de-France, Pháp, cách Saint-Germain-en-Laye 6 km về phía tây bắc.
Dân Achères tiếng Pháp gọi là Achérois.

## Hành chính
| '                                      |                             |                |      |         |
| Giai đoạn                              | Giai đoạn                   | Tên            | Đảng | Tư cách |
| tháng 3 năm 2001                       |                             | Alain Outreman | PCF  |         |
|                                        | tháng 3 năm 2001(démission) | Pierre Soulat  | PCF  |         |
| Tất cả các dữ liệu trước đây không rõ. |                             |                |      |         |

## Thông tin nhân khẩu
| 1793 | 1800 | 1806 | 1821 | 1831 | 1836 | 1841 | 1846 | 1851 |
| ---- | ---- | ---- | ---- | ---- | ---- | ---- | ---- | ---- |
| 349  | 415  | 416  | 433  | 479  | 506  | 508  | 553  | 585  |

| 1856 | 1861 | 1866 | 1872 | 1876 | 1881 | 1886 | 1891 | 1896 |
| ---- | ---- | ---- | ---- | ---- | ---- | ---- | ---- | ---- |
| 595  | 660  | 648  | 715  | 853  | 874  | 847  | 801  | 944  |

| 1901  | 1906  | 1911  | 1921  | 1926  | 1931  | 1936  | 1946  | 1954  |
| ----- | ----- | ----- | ----- | ----- | ----- | ----- | ----- | ----- |
| 1 158 | 1 260 | 1 496 | 1 703 | 2 374 | 3 109 | 3 641 | 3 936 | 4 459 |

| 1962                                         | 1968   | 1975   | 1982   | 1990   | 1999   | - | - | - |
| -------------------------------------------- | ------ | ------ | ------ | ------ | ------ | - | - | - |
| 5 390                                        | 10 444 | 15 172 | 15 351 | 15 039 | 18 942 | - | - | - |
| Số liệu kể từ 1962 : dân số không tính trùng |        |        |        |        |        |   |   |   |